# Klippans värdshus

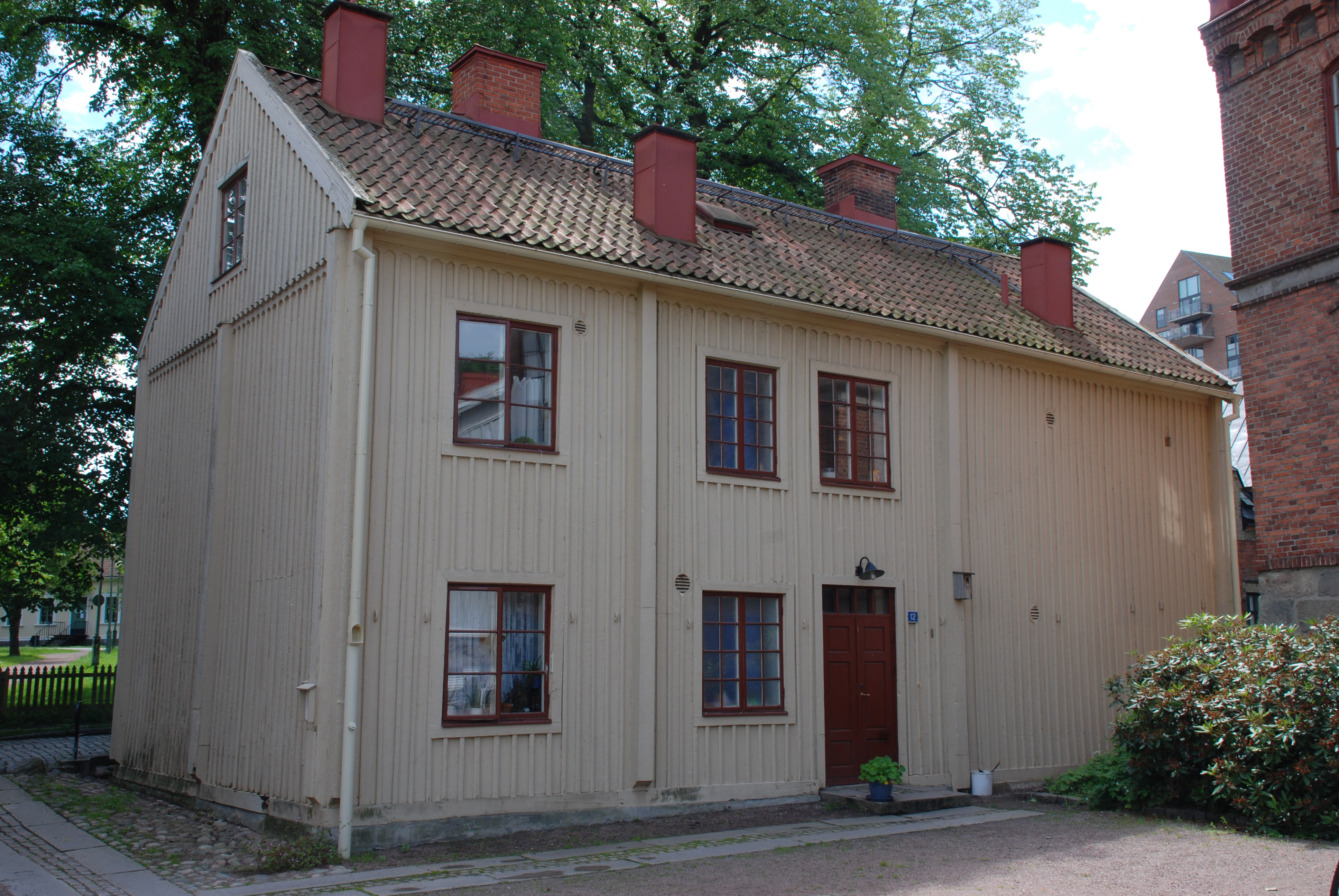
Klippans värdshus.

Klippans värdshus är en byggnad i Klippans kulturreservat i stadsdelen Majorna i Göteborg, med adress Klippan 12. Byggnaden uppfördes år 1762 och har blivit berömd genom skeppsprästen Jacob Wallenbergs bok Min son på galejan.
Byggnaden, i två våningar och vind, uppfördes i furu- och grantimmer, var klädd med rödmålade bräder och försedd med tegeltak. Takrännorna bestod av trä. Nedervåningen rymde fyra rum, kök och förstuga, medan övervåningen hade tre rum, kök och förstuga. Väggarna i rummen var klädda med papperstapeter och det fanns fem pottekakelugnar i huset. Det ena köket var försett med bakugn. År 1844 var bakugnen igenmurad, då det fanns en gemensam bagarstuga alldeles intill.
Jacob Wallenberg besökte värdshuset i väntan på sin avresa med skeppet Finland år 1769 och skildrade i Min son på galejen, kapitlet "Om Klippans behagligheter", händelsen.
Värdshuset ägdes av Volrath von Ölthen och arrenderades av värdshusvärden James Carnegie under åren 1762–1770. År 1770 flyttade Carnegie till Göteborg och drev ett kaffehus vid Köpmansgatan intill Tyska kyrkan. Under 1770- och 1780-talen var Hans Wikström värdshusvärd i Klippan.
Värdshuset såldes av Göteborgs stad till David Carnegie d.y. år 1856, varefter huvudbyggnaden år 1858 inreddes till privatbostad åt tre familjer.
Under åren 1966 till 1972 hade Galleri Kusten utställningar i bottenvåningen, varefter verksamheten flyttade till Ankarsmedjan i Klippan. Byggnaden restaurerades 1974 och lägenheter för fyra familjer inreddes. Den ägs och förvaltas av Familjebostäder i Göteborg.